# Henri Richard
Joseph Henri Richard, född 29 februari 1936 i Montréal i Québec, död 6 mars 2020 i Laval i Québec, var en kanadensisk professionell ishockeyspelare, som spelade hela sin NHL-karriär, 1955–1975, i Montreal Canadiens. Han är yngre bror till Canadiens-stjärnan Maurice Richard.
På sina tjugo säsonger i ligan spelade Henri Richard sammanlagt 1 256 seriematcher och gjorde 358 mål och 688 assist för totalt 1 046 poäng. Han vann Stanley Cup elva gånger som spelare, fler än någon annan spelare, och invaldes i Hockey Hall of Fame 1979.
Henri Richard kallades "The Pocket Rocket", delvis på grund av sin äldre brors smeknamn "The Rocket", delvis på grund av sin ringa storlek.
2015 meddelades det att Richard hade drabbats av Alzheimer. Den 6 mars 2020 avled han.